# Милован Станишић
Милован Станишић (Рудине, 24. новембар 1952) српски је предузетник и универзитетски професор. Оснивач је Универзитета Сингидунум и Универзитета Синергија.

## Биографија
Рођен је 24. новембра 1952. године у Рудинама. Године 1976. завршио је основне студије на Економском факултету Универзитета у Београду, где је 1981. завршио магистарске студије, а 1987. одбранио докторску дисертацију. Дуго година је радио као тамошњи редовни професор.
Такође, обављао је неколико одговорних функција у различитим институцијама у Србији, међу којима су чланство у Управном одбору Агенције за осигурање депозита, председничка функција Управног одбора Комерцијалне банке, чланство у Управном одбору ФК Црвена звезда и друго. Године 2005. интеграцијом факултета постао је власник Универзитета Сингидунум из Београда и Универзитета Синергија из Бијељине.